# Hôtel de Rothelin-Charolais

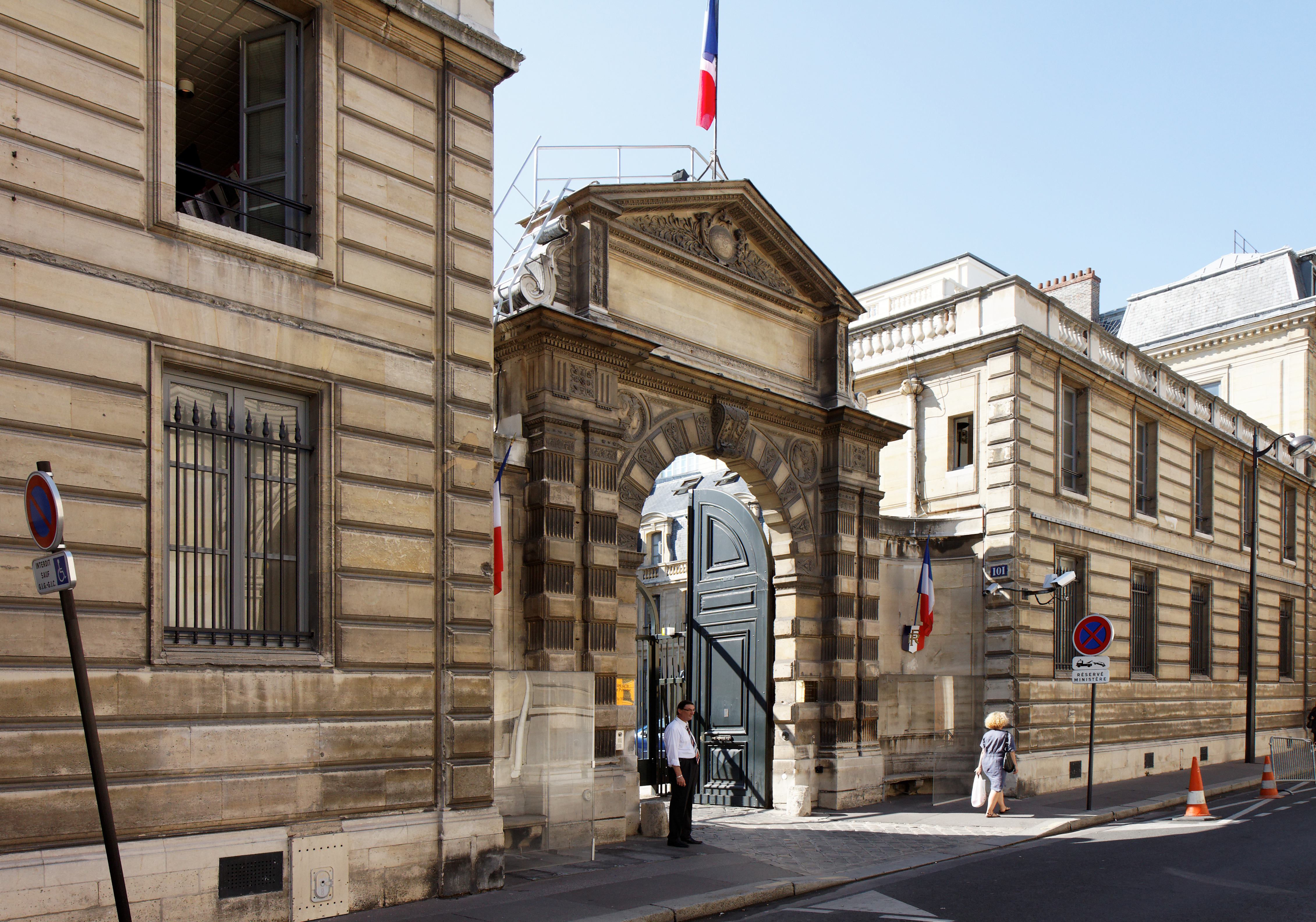
Hôtel Rothelin-Charolais

Das Hôtel de Rothelin-Charolais, ist ein Stadtpalais (hôtel particulier) im 7. Arrondissement von Paris (101 Rue de Grenelle), das Philippe von Orléans-Rothelin (1678–1715) zwischen 1700 und 1704 erbauen ließ.
Seit 2011 ist das Palais Sitz des Ministeriums für den öffentlichen Dienst.

## Gebäude

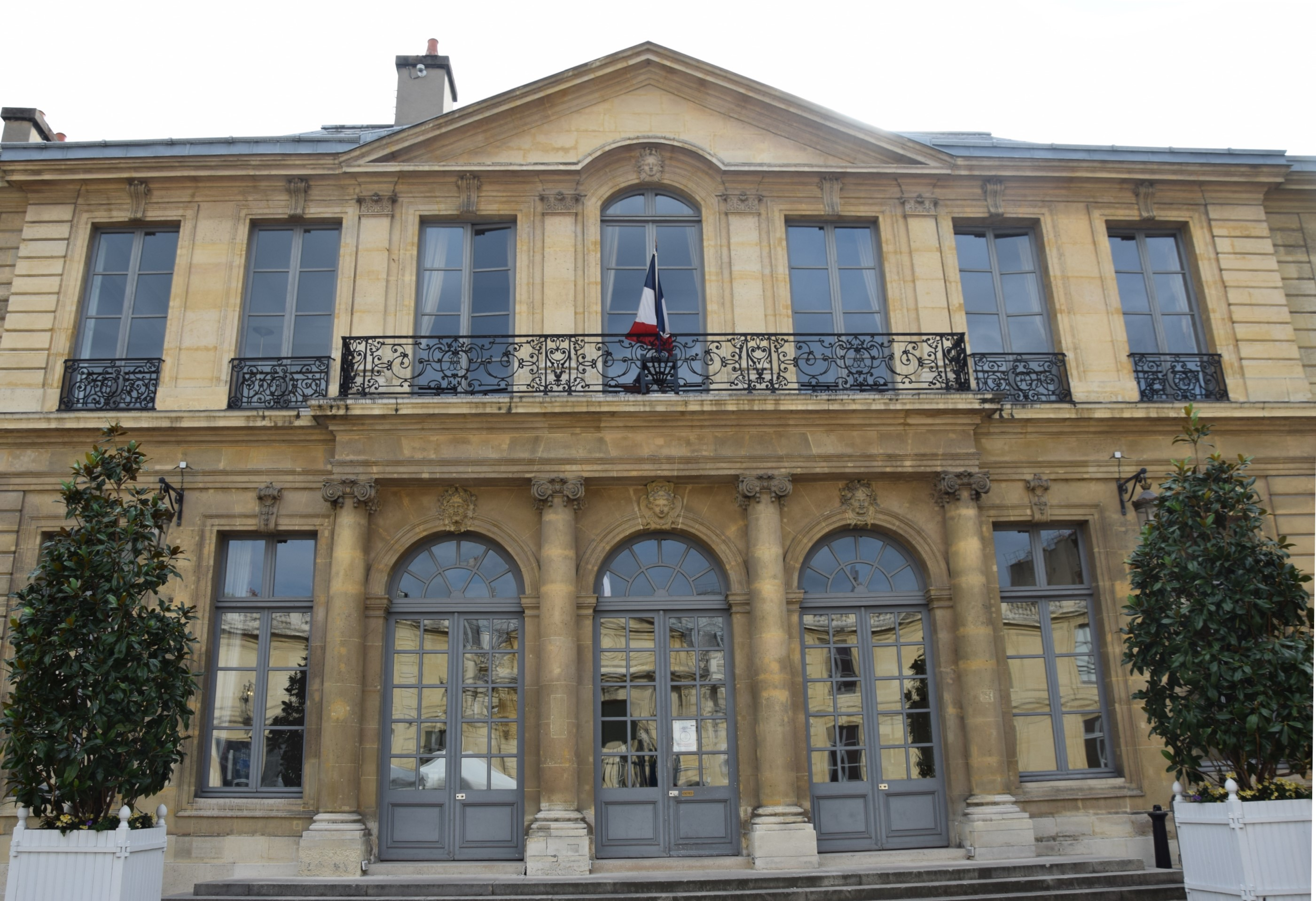
Fassade des Palais

Der zweigeschossige Bau hat an der Vorderfront einen Portikus mit Ionischen Säulen, die den Balkon stützen. Im Inneren ist noch der Salon der Mademoiselle de Charolais mit seiner Rocaille-Holzverkleidung erhalten.

## Geschichte
Es wird angenommen, dass der Bau durch Pierre Cailleteau, genannt Lassurance, geplant wurde. Die Bauausführung wurde dem Architekten Audier übertragen.
Philippe vergrößerte das Anwesen durch Zukauf angrenzender Grundstücke und musste die Immobilie an den Schweizer Bankier Antoine Hogguer verkaufen.
1736 kaufte Louise Anne de Bourbon, Mademoiselle de Charolais, eine Tochter von Louis III. de Bourbon, prince de Condé, das Anwesen, weshalb es fortan Hôtel Rothelin-Charolais genannt wurde.
Von 1793 bis 1860 beherbergte es das Innenministerium und von 1860 bis 1869 die österreichische Botschaft. Von 1870 bis 1876 war es Sitz des Staatsrates.

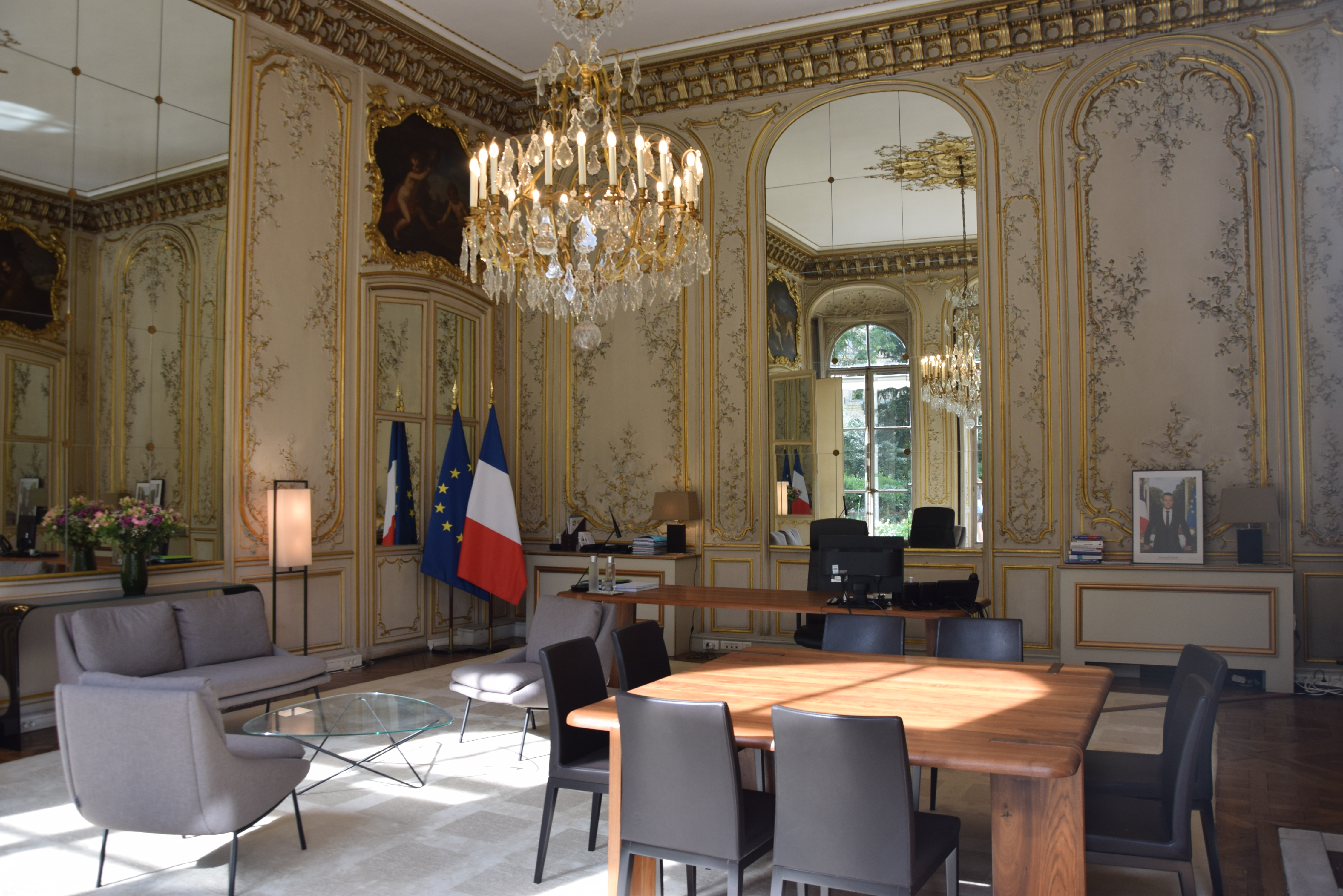
Büro der Ministerin für den öffentlichen Dienst (2020)

In der Fünften Republik beherbergte das Gebäude zunächst das französische  Innenministerium. Seit 1980 wird das Gebäude als Monuments historiques in der Base Mérimée geführt. 2007 bis 2010 war der Bau Sitz des Ministeriums für Einwanderung, Integration, nationale Identität und Solidarität. Seit 2011 wird das Hôtel Rothelin-Charolais durch verschiedene Ministerien und Staatsbehörden, insbesondere durch das Ministerium für Wandel und den öffentlichen Dienst, genutzt.

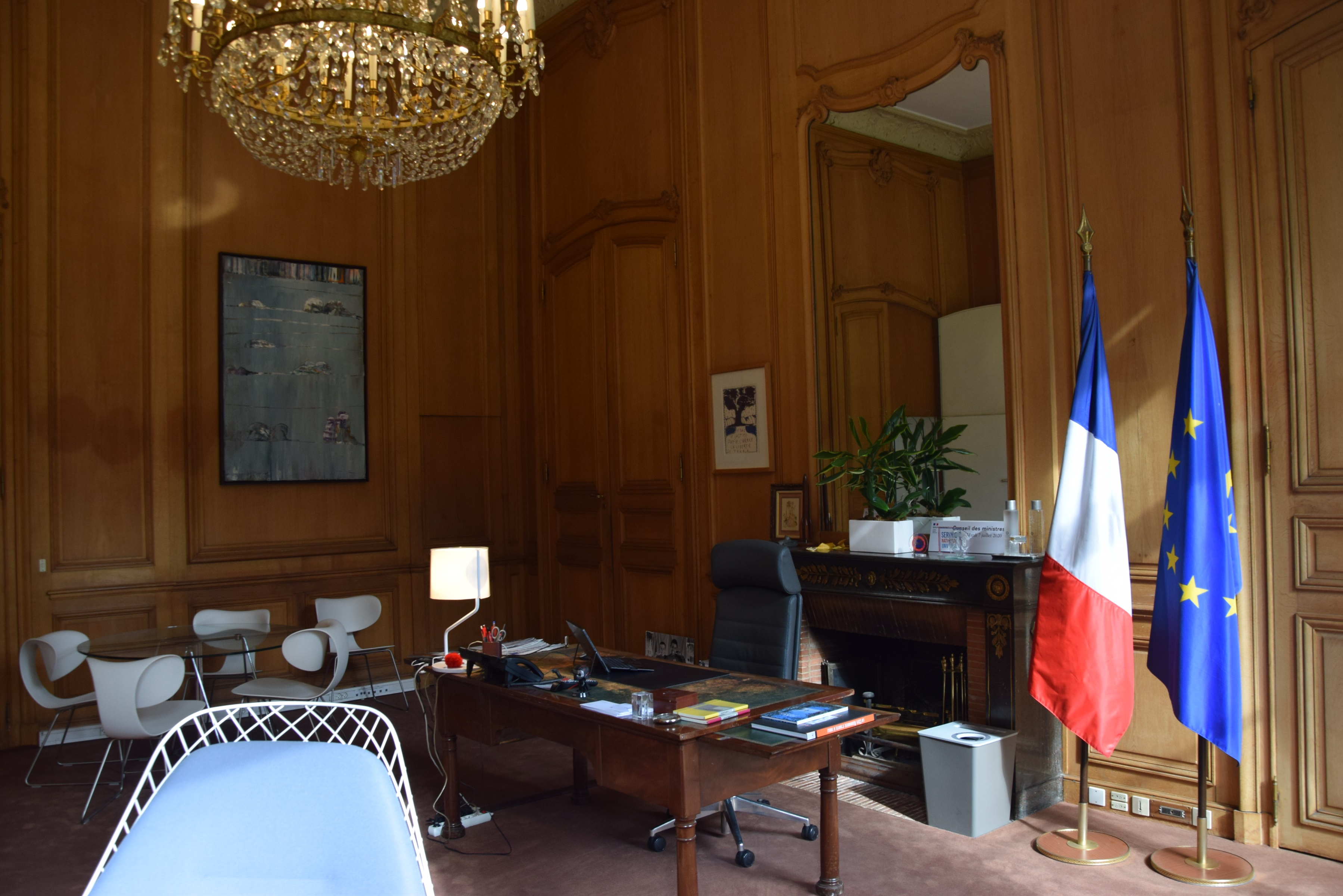
Büro des Regierungssprechers (2020)

Hier hatte 2019 auch der Regierungssprecher und Vertraute von Präsident Emmanuel Macron, Benjamin Griveaux, seinen Amtssitz. Am 5. Januar 2019 wurde während einer Demonstration der Gelbwestenbewegung das hölzerne Portal des Hôtel de Rothelin-Charolais von einem Gabelstapler gerammt.

## Die Kopie in Washington
Das 1932 vom Architekten Horace Trumbauer für die Tochter von Horace Elgin Dodge in Washington, D.C. erstellte Herrenhaus ist ein Nachbau des Hôtel de Rothelin-Charolais. Der französische Einfluss wird dem Wirken von Trumbauers Chef-Designer Julian F. Abele zugeschrieben, der in Frankreich studierte. 1945 kaufte der Diplomat Robert Silvercruys für Belgien das Gebäude das künftig seine Botschaft beherbergte.